# Orotettix ceballosi
Orotettix ceballosi är en insektsart som beskrevs av Ronderos och Frédéric Carbonell 1994. Orotettix ceballosi ingår i släktet Orotettix och familjen gräshoppor. Inga underarter finns listade i Catalogue of Life.